# Keshavrao Bhole

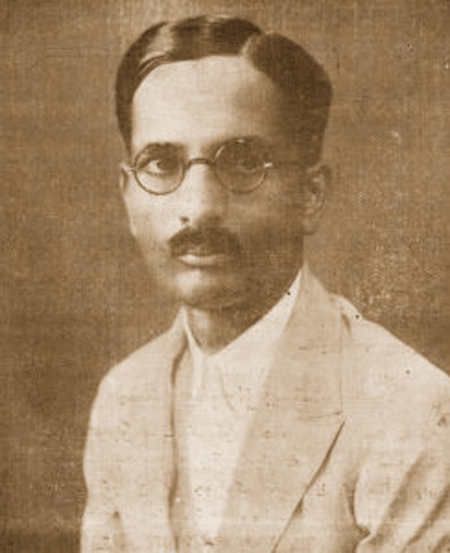
Keshavrao Bhole, 1930er Jahre

Keshavrao Vaman Bhole (Marathi: केशवराव भोळे, Keśavarāv Bhoḷe; * 23. Mai 1896 in Amravati; † 1967) war ein indischer Filmkomponist des marathischen Films.

## Leben
Keshavrao Bhole kam 1926 als Sänger nach Pune. Dort kam er mit westlicher Orchestermusik als Begleitmusik für Stummfilme in Kontakt: „Die Töne der Instrumente, ihre Klangfarbe und wie so verschiedene Instrumente zusammenspielen können, ohne atonal zu klingen, beschäftigte ihn sehr,“ wie er 1964 in seinem Buch Mazhe Sangeet: Rachana Ani Digdarshan schrieb. Er experimentierte für das von der Theatergruppe Natyamanwantar aufgeführte Bühnenstück Andhalyanchi Shala (1933) erstmals mit Klavier, hawaiischer Gitarre und Violine. Im selben Jahr kam er zur Prabhat Film Company und ersetzte dort den musikalisch orthodoxeren Govindrao Tembe als Hauskomponist. Aus Bholes Feder stammen die Filmmusiken einiger der bekanntesten Marathi-Produktionen der 1930er und frühen 1940er Jahre. Häufig arbeitete er dabei mit dem Liedtexter Shantaram Athavale zusammen.
Zu Bholes Neuerungen bei der musikalischen Betreuung der erst wenige Jahre zuvor eingeführten Tonfilmproduktionen gehörten seit V. Shantarams Amritmanthan (1934) Proben mit den damals noch selbst singenden Darstellern unter Live-Musikbegleitung. Er fasste den Gesang als Gegenpart zur Sprechstimme der Darsteller auf und passte deren Rhythmus der Musik an. Diese Praktik der Sängerführung wird besonders deutlich an den Auftritten Vishnupant Pagnis’ in Sant Tukaram (1936) und Shanta Aptes in Kunku/Duniya Na Mane (1937), die von Bholes Musik im organischen Gleichklang von Sprech- und Gesangsstimme geleitet wurden.
Nach den gemeinsamen Arbeiten für Prabhat an den Filmen Daha Wajta/Dus Baje (1942) und Ramshastri (1944) verließ Keshavrao Bhole zusammen mit den Regisseuren Raja Nene und Datta Dharmadhikari, dem Liedtexter Shantaram Athavale, und dem Filmeditor und späteren Regisseur Anant Mane die Filmgesellschaft, und arbeitete noch einige Jahre unabhängig. Seine letzte Filmarbeit war für Raja Paranjpes Parijatak/Shri Krishna Satyabhama (1951), danach war er für All India Radio tätig.
Seine Frau war die Sängerin Jyotsna Bhole.

## Filmografie
- 1932: Sant Sakhubai
- 1932: Krishnavatar
- 1934: Amritmanthan
- 1935: Chandrasena
- 1936: Rajput Ramani
- 1936: Sant Tukaram
- 1937: Kunku (M)/Duniya Na Mane (H)
- 1938: Mazha Mulga (M)/Mera Ladka (H)
- 1940: Sant Dnyaneshwar
- 1941: Sant Sakhu
- 1942: Daha Wajta (M)/Dus Baje (H)
- 1944: Ramshastri
- 1945: Taramati
- 1947: Kuber
- 1948: Bhagyarekha
- 1951: Parijatak (M)/Shri Krishna Satyabhama (H)